# Seleção Lesota de Futebol
A Seleção Lesota de Futebol representa o Lesoto nas competições de futebol da FIFA. Ela é filiada à FIFA, CAF e à COSAFA.
Em sua história, jamais disputou uma Copa do Mundo, nem uma edição da Copa Africana de Nações. O máximo que conseguiu foi o vice-campeonato da Copa COSAFA 2000.

## Desempenho em Copas
- 1930 a 1950: Não se inscreveu
- 1974: Não se classificou
- 1978: Não se inscreveu
- 1982: Não se classificou
- 1986 a 1990: Desistiu
- 1994 a 1998: Não se inscreveu
- 2002 a 2018: Não se classificou

## Desempenho em CAN's
- 1957 a 1972: Não se inscreveu
- 1974: Não se classificou
- 1976: Desistiu
- 1978: Não se inscreveu
- 1980 a 1982: Não se classificou
- 1984: Desistiu
- 1986: Não se inscreveu
- 1988: Desistiu
- 1990 a 1992: Não se inscreveu
- 1994: Não se classificou
- 1996: Desistiu com as Eliminatórias em andamento
- 1998: Banido pela desistência em 1996
- 2000 a 2010: Não se classificou
- 2012: Não se inscreveu
- 2013 a 2017: Não se classificou

## Treinadores
| - Mahao Mahete (?) - April Phumo (1979–1995) - Monaheng Monyane (?–2000) - Lefa Ramakau (2000–?) - Monaheng Monyane (2003–2004) - Antoine Hey (2004–2006) - Motheo Mohapi (2006–2007) | - Zaviša Milosavljević (2007–2009) - Leslie Notši (2009, interino) - Leslie Notši (2011–2013) - Adam Siddorn (2013, interino) - Seephephe Matete (2014–2015) - Moses Maliehe (2015–) |